# Laurent Duhamel
Pour les articles homonymes, voir Duhamel.
Laurent Duhamel est un arbitre français de football né le 10 octobre 1968 à Rouen.
Il a été nommé arbitre de la fédération en 1993 et a débuté dans la Ligue de Normandie de football.
Il a déjà arbitré deux finales de Coupe de France en 2001 et 2006 ainsi que la finale de la Coupe de la Ligue 2008.
Depuis la mort de son frère et arbitre assistant international Stéphane Duhamel début 2012, il officie avec l'écusson FIFA "Assistant Referee" pour honorer sa mémoire.
En décembre 2013, après 15 ans d'activité au niveau international, il quitte la liste FIFA, atteint par la limite d'âge, au profit de Benoît Bastien.
Atteint par la limite d'âge (45 ans), il prend sa retraite le 17 mai 2014 à l'issue du match de Ligue 1 entre le PSG et Montpellier.

## Statistiques
| Saison    | Compétitions      | Nbre de matchs | Cartons jaunes | Cartons rouges |
| --------- | ----------------- | -------------- | -------------- | -------------- |
| 2006-2007 | Coupe de la Ligue | 1              | 3              | 1              |
| 2006-2007 | Ligue 1           | 20             | 67             | 5              |
| 2006-2007 | Ligue 2           | 6              | 18             | 1              |
| 2007-2008 | Coupe de la Ligue | 1              | 3              | 0              |
| 2007-2008 | Ligue 1           | 18             | 64             | 1              |
| 2007-2008 | Ligue 2           | 7              | 15             | 0              |
| 2008-2009 | Coupe de la Ligue | 2              | 6              | 0              |
| 2008-2009 | Ligue 1           | 18             | 72             | 1              |
| 2008-2009 | Ligue 2           | 6              | 20             | 1              |
| 2009-2010 | Coupe de la Ligue | 2              | 4              | 0              |
| 2009-2010 | Ligue 1           | 17             | 54             | 4              |
| 2009-2010 | Ligue 2           | 2              | 5              | 0              |
| 2010-2011 | Coupe de la Ligue | 2              | 6              | 0              |
| 2010-2011 | Ligue 1           | 18             | 46             | 0              |
| 2010-2011 | Ligue 2           | 6              | 18             | 0              |
| 2011-2012 | Coupe de la Ligue | 1              | 3              | 2              |
| 2011-2012 | Ligue 1           | 14             | 52             | 1              |
| 2011-2012 | Ligue 2           | 3              | 3              | 1              |
| 2012-2013 | Coupe de la Ligue |                |                |                |
| 2012-2013 | Ligue 1           | 20             |                |                |
| 2012-2013 | Ligue 2           |                |                |                |